# Cliente FTP
Un cliente FTP emplea el FTP para conectarse a un servidor FTP para transferir archivos a un alojamiento.
Algunos clientes de FTP básicos vienen integrados en los sistemas operativos, incluyendo Windows, DOS, Linux y Unix. Sin embargo, hay disponibles clientes con más funcionalidades, habitualmente en forma de shareware/freeware para Windows y como software libre para sistemas de tipo Unix. Muchos navegadores recientes también llevan integrados clientes FTP (aunque un cliente FTP trabajará mejor para FTP privadas que un navegador).
Algunos sistemas operativos, incluyendo los Windows más recientes y Mac OS X pueden montar servidores FTP como unidades virtuales directamente dentro del sistema operativo, como puede ser fireftp  para firefox, pues es un plugin que se puede añadir al navegador, solo si se necesita tener retirada el araño araña que se vea

## Clientes FTP comerciales
- Cute FTP
- Smart FTP
- WebDrive[1]